# UR-100

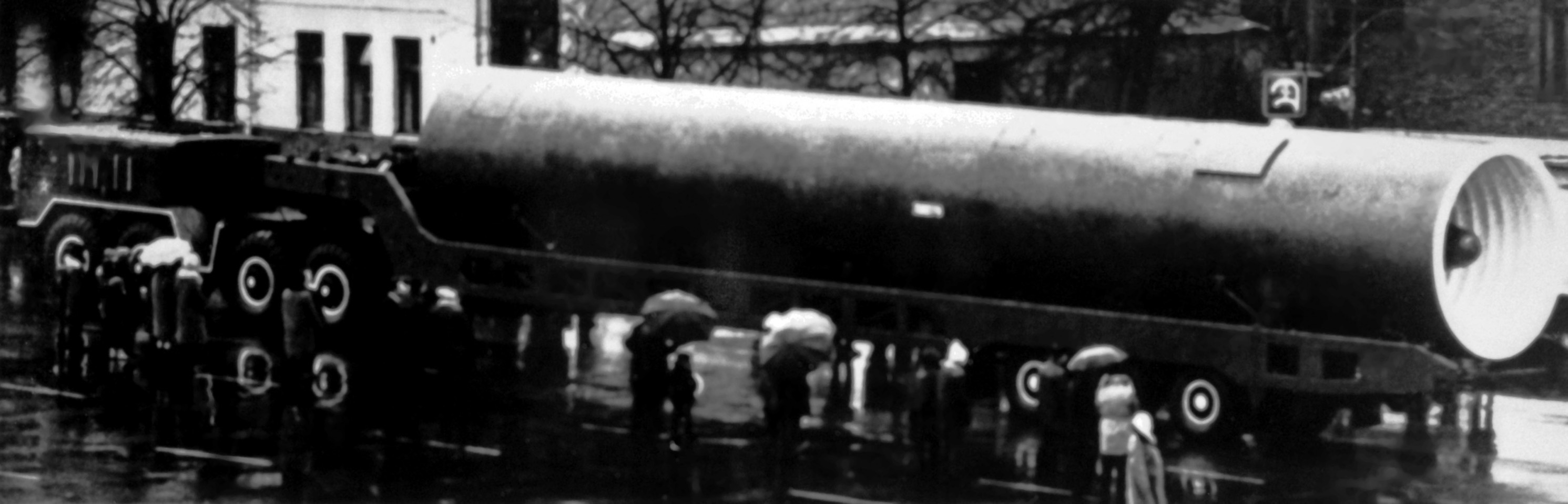
UR-100

UR-100 (SS-11 Sego), a fost o rachetă balistică intercontinentală care a intrat în serviciu în URSS în 1966. 